# شير إت
شير إت أو أنشرها (بالإنجليزية: SHAREit)‏ هو تطبيق مجاني لنقل الملفات بين أجهزة التي يتوفر بها واي فاي . يمكن للمستخدمين لنقل الملفات بما في ذلك الصور، والفيديو، وجهات اتصال، والتطبيقات وغيرها من الملفات. و هو تطبيق مجاني من شركة لينوفو و يتوفر التطبيق على ويندوز، ويندوز فون، أندرويد، و آيفون لنقل الملفات مباشرة عن طريق واي فاي. و هو متاح حاليا بـ 39 لغة منها الإنجليزية والفرنسية والاسبانية والروسية و العربية والصينية. و كان أول إطلاقه في الصين في شهر يونيو عام 2012.

## مميزات شاريت
إرسال الملفات سواء فيديو أو صور أو تطبيقات أو العاب بسرعة كبيرة جداً.
إمكانية إعادة الإتصال واستكمال الإرسال في حالة حدوث انقطاع في الاتصال بين الأجهزة.
يوفر التطبيق إمكانية إرسال أي صيغة بشكل سهل.
يمكن إجراء محادثة مع الشخص الذي تقوم بالإرسال له عن طريق التطبيق نفسه.
واجهة استخدام سهلة وغير معقدة.
يوجد نسخة خاصة بالكمبيوتر يمكنك إرسال وإستقبال الملفات من خلالها إلى الهاتف.
يعتبر التطبيق اسرع في الإرسال من البلوتوث بـ 200 مرة.
مساحة التطبيق صغيرة ولا يشغل حيز كبير من مساحة الهاتف.
التطبيق مجاني بشكل كامل ولكن يحتوي على الإعلانات (هذا بالنسبة لتطبيق الاندرويد).
يمكن إرسال واستقبال الملفات عن طريق التطبيق من الأندرويد إلى iOS والعكس صحيح.
يحتوي التطبيق على مشغل موسيقي وفيديو مدمج بالتطبيق
يمكنك قفل التطبيقات والتحكم في الخصوصية من خلال التطبيق

## وصلات خارجية
- الموقع الرسمي